# Порт Артур (Тексас)
Порт Артур (енгл. Port Arthur) град је у америчкој савезној држави Тексас, у округу Џеферсон. По попису становништва из 2010. у њему је живело 53.818 становника. У граду је према проценама за 2009. живело 56.674 становника.

## Географија
Порт Артур се налази на надморској висини од 2 m.
Порт Артур се налази на крајњем истоку Тексаса, на западним обалама језера Сабин. Град је крајем  века основао Артур Стилвел, на месту некадашњег насеља које се звало Аурора. Град је настао као важно средиште нафтне инустрије.
Према подацима статистичког завода САД град обухвата подручје од 372,3 км², од којих је 214,8 км² копно и 157,6 км² водене површине.

## Историја
Током четрдесетих година прошлог века у град се из суседних средина доселила већа популација афроамеричке средње класе, а са друге стране белачка популација је напуштала град и селила се у суседна места. Крајем педесетих година град је подељен на расном нивоу, а афроамеричка популација се населила у западним окрузима. По резултатима пописа из 2006. око 60% популације су Афроамериканци. По попису из 2000. у граду је живело 57.755 становника или 269 становника по км². Према проценама за 2009. у граду је живело 56.674 становника, или за 1,9% мање у односу на стање из 2000. године.
У близини града се налази мањи аеродром Џек Брукс преко којег се углавном обављају услуге локалног авио саобраћаја.

## Демографија
Према попису становништва из 2010. у граду је живело 53.818 становника, што је 3.937 (6,8%) становника мање него 2000. године.
|                   | 2010.           | 2000.           |
| Укупно            | 53 818 (100,0%) | 57 755 (100,0%) |
| Афроамериканци    | 21 921 (40,73%) | 25 240 (43,70%) |
| Хиспаноамериканци | 15 917 (29,58%) | 10 081 (17,45%) |
| Белци             | 12 294 (22,84%) | 18 387 (31,84%) |
| Азијати           | 3 180 (5,909%)  | 3 404 (5,894%)  |
| Остали            | 506 (0,940%)    | 643 (1,113%)    |

## Познати суграђани
Неки од најпознатијих људи рођени у порт Артуру су:
- Евелин Киз - (1916—2008), америчка глумица
- Џенис Џоплин - (1943—1970), америчка певачица;
- Џорџ Бејли - (1945—), амерички глумац, познат по улогама капетана Хариса у серијалу Полицијска академија;